# Замок Беркхамстед
Замок Беркхамстед (англ. Berkhamsted Castle) — средневековый замок типа мотт и бейли в Беркхамстеде, Хартфордшир, Англия. Бывшая королевская резиденция.

## История
Замок был построен для контроля над ключевым маршрутом между Лондоном и Мидлендсом во время Нормандского завоевания Англии в XI веке. За его возведение отвечал Роберт, граф де Мортен, единоутробный брат Вильгельма Завоевателя; он и стал первым владельцем замка . Замок был окружен защитными земляными валами и охотничьими угодьями с оленями. Он стал новым административным центром бывшего англосаксонского поселения Беркхамстед. Впоследствии, замок был передан во владение лордам-канцлерам. Замок был существенно расширен в середине XII века, вероятно, Томасом Бекетом.
В 1216 году замок осаждали во время гражданской войны между королем Иоанном и мятежными баронами, которых поддерживала Франция. Он был успешно захвачен после того, как принц Луи (будущий Людовик VIII) атаковал его осадными орудиями на протяжении двадцати дней, вынудив гарнизон сдаться . После повторного захвата королевскими войсками в следующем году, он был передан Ричарду, графу Корнуоллу. Ричард преобразовал замок в роскошную резиденцию и сделал его центром администрации графства. В XIV веке Эдуард III продолжил работы по расширению замка и передал его своему сыну Эдуарду Чёрному Принцу, который также расширил охотничьи угодья. Кроме того, замок использовался для содержания королевских заключённых, в том числе короля Франции Иоанна II и претендентов на английский престол.
В конце XV века замок вышел из моды и обветшал. К середине XVI века он был частично руинирован и непригоден для королевского использования. Замковые стены разбирали на камень, который доставляли в город и использовали для строительства различных зданий. Во время возведения Лондонско-Бирмингемской железной дороги в 1830-х годах замок был почти разрушен. В результате он стал первым зданием в Великобритании, получившим законодательную защиту со стороны парламента. В 1930 году герцогство Корнуолл передало замок под контроль правительства. В настоящее время руины замка являются туристической достопримечательностью и находятся в ведение фонда «Английское наследие».